# Hamza ibn Abd al-Muttalib
Hamza Ibn ʿAbd al-Muttalib (arabe : حَمْزَة إِبْن عَبد ٱلْمُطَّلِب) était l'oncle paternel du prophète Mahomet. Ayant presque le même âge que ce dernier, ils ont été élevés et allaités ensemble par la même nourrice halima, et sont considérés comme « frères de lait ». Il était bien connu et surtout respecté par la tribu de Quraish.

## Biographie
Souvent désigné comme le lion d'Allah (en arabe : أَسَدُالله) et le lion du paradis (en arabe : أَسَدُٱلْجَنَّة) pour son courage et sa bravoure. Parmi les premiers convertis (35e), il passait pour un excellent combattant sur les champs de bataille. Il meurt en martyr à la bataille de Uhud à 58 ans. Mahomet pleura longtemps la mort de Hamza. Il est tué par Wahshi, alors esclave de Jubayr ibn Mut`am.  Wahshi était un bon lanceur de javelot, Jubayr lui proposa la liberté en échange de la mort de Hamza. Alors que la bataille faisait rage, Wahshi réussit à toucher mortellement Hamza, gagnant ainsi sa liberté. 
Certaines sources historiques veulent que Hind bint Utbah , l’épouse d'Abou Soufiane profana le corps de Hamza par vengeance pour la mort de membres de sa famille lors de la Bataille de Badr. Elle fut graciée par Mahomet, malgré la douleur qu'il ressentait du fait de la perte de son oncle.

## Postérité

### LeHamzanama
La vie de Hamza ibn Abd al-Muttalib sert de base à la formation d'un ensemble légendaire, le Hamzanama ou Les aventures d'Amir Hamza. Cet ensemble légendaire, qui se forme en Perse au IXe siècle ap. J.-C., connaît ensuite une très large diffusion du Moyen-Orient jusqu'à l'Inde, par le biais d'une riche tradition orale, puis, à partir de la Renaissance, de versions écrites. Les aventures d'Amir Hamza s'enrichissent de motifs venus des contes oraux mais aussi d'ensembles comme les Mille et une nuits.

### Autres apparitions dans les arts
Au cinéma, les prouesses de Hamza ont fait l'objet d'un film, Le Message tourné sous la direction de Moustapha Akkad en 1976, avec Anthony Quinn dans la version anglaise et Abdellah Ghayth dans la version arabe qui ont campé le personnage de Hamza.